# Poienari (Poienarii de Muscel), Argeș
Poienari este satul de reședință al comunei Poienarii de Muscel din județul Argeș, Muntenia, România.